# 瑟勒河畔孔代
瑟勒河畔孔代（法語：Condé-sur-Seulles，法語：[kɔ̃de syʁ sœl] ⓘ）是法国卡尔瓦多斯省的一个市镇，属于巴约区。

## 地理
瑟勒河畔孔代（49°13'29"N, 0°38'7"W）面积2.44 平方千米，位于法国诺曼底大区卡爾瓦多斯省，该省份为法国西北部沿海省份，北濒大西洋英吉利海峡，东北与滨海塞纳省以海上边界相接，东临厄尔省，南至奧恩省，西与芒什省接壤。
与瑟勒河畔孔代接壤的市镇（或旧市镇、城区）包括：欧德里约、舒安、迪西圣玛格丽特、埃隆、瑞艾蒙代、诺南。

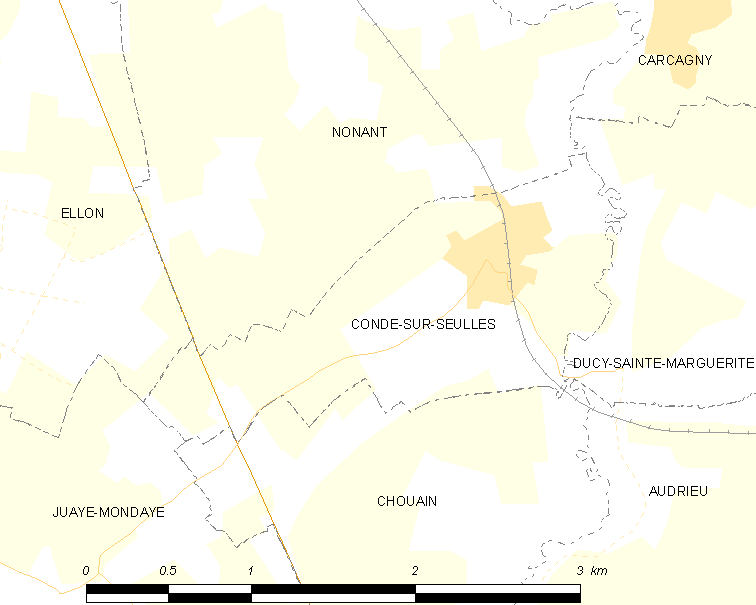
瑟勒河畔孔代的OSM定位图

瑟勒河畔孔代的时区为UTC+01:00、UTC+02:00（夏令时）。

## 行政
瑟勒河畔孔代的邮政编码为14400，INSEE市镇编码为14175。

## 政治
瑟勒河畔孔代所属的省级选区为巴约县。

## 人口

1962-2008年间瑟勒河畔孔代人口变化图示

瑟勒河畔孔代于2022年1月1日时的人口数量为303人。